# Insomnia (romanzo)
Insomnia è un romanzo horror di Stephen King pubblicato negli USA il 15 settembre 1994.
Per stessa ammissione dell'autore è il romanzo con più collegamenti alla saga de La Torre Nera. Nel corso del libro, incontriamo infatti personaggi e situazioni riconducibili perfettamente alla logica della serie. Un personaggio minore di questo romanzo avrà poi un ruolo fondamentale nel volume di conclusione della saga. Lo stesso Insomnia, infine, è citato ne La Torre Nera come "vicenda di riferimento" per Roland e il suo ka-tet.

## Dedica
L'autore ha dedicato il romanzo «A Tabby e ad Al Kooper, che conoscono il campo da gioco. Senza fallo.»

## Trama
La storia è ambientata nella città immaginaria di Derry, nel Maine. Il pensionato Ralph Roberts, già avanti con l'età ma ancora pieno di vigore fisico e mentale, incontra il suo vicino Ed Deepneau all'aeroporto locale. Egli è aggressivo e impreca oscenamente contro un autista a cui accusa il trasporto segreto di tessuto fetale da aborti. Alcuni mesi più tardi, dopo aver perso la moglie per un cancro, incontra la moglie di Ed, Helen, che è stata picchiata duramente dal marito dopo aver firmato una petizione a favore della scelta dell'aborto. Mesi dopo, Helen lascia Ed e si nasconde in un rifugio per donne maltrattate.
Dopo la morte della moglie Ralph comincia a manifestare problemi sempre più gravi d'insonnia e durante una delle tante notti passate da sveglio, si accorge che nella casa della sua vicina, prossima alla morte, si stanno introducendo due ometti calvi in uniforme da medico e muniti di strane forbici. Si rende conto ben presto di aver sviluppato particolari poteri paranormali, che gli permettono, tramite la visione di "auree colorate", di captare lo stato d'animo e di salute delle persone, la cui vita è resa concretamente visibile a Ralph sotto forma di filo da palloncino.
Deciso a saperne di più, e scoperto che anche l'amica Lois possiede le stesse facoltà superiori, si reca al capezzale di Jimmy Vandermeer, un conoscente, anch'egli prossimo al trapasso. Qui si imbatte in Cloto e Lachesi, i due "dottorini calvi" intravisti tempo prima, i quali incaricano lui e Lois di una delicata "missione": fermare Ed Deepneau, un umano soggiogato da Atropo (munito invece di un bisturi), forza maligna che si oppone a Cloto e Lachesi su "questo livello della Torre", prima che compia una strage durante un convegno di Susan Day, militante abortista. Ralph e Lois vengono a conoscenza del “Re Sanguinario” (nome datogli da Ed Deepneau), un malvagio mutaforma di dimensioni superiori che si nutre di paura e dolore che brama il caos per governare. Il Re ha inviato Atropo a manipolare Deepneau come parte di un piano per sconvolgere l'intero ordine dell'universo. Incapaci di intervenire direttamente, Cloto e Lachesi, agenti dell'Intento, hanno dato l'insonnia a Ralph e Lois per aiutarli a percepire, ottenere e persino accedere ad altri livelli della realtà in modo da poter sconfiggere Atropo. I benigni "dottorini calvi" descrivono questi livelli come i "Vettori" di un "grattacielo" e Ralph ha una visione della Torre Nera, una rappresentazione del multiverso. Nel mondo - spiegano i due - esistono due forze che governano la vita degli "esseri a tempo determinato" come uomini e animali; una è il Caso, che ha Atropo come suo esecutore, l'altra è l'Intento, i cui paladini sono Cloto e Lachesi. Convinti a fatica, Ralph e Lois, grazie anche ai loro poteri, si adoperano nel fermare il piano del Re.
La nota e controversa attivista pro-aborto Susan Day parlerà al centro civico di Derry e Lois e Ralph vedono l'edificio avvolto da un'aura nera, a significare un futuro oscuro. Il Re Sanguinario ha provocato i sentimenti di Ed riguardo all'aborto, trasformandolo in un fanatico violento e paranoico e con un piccolo aereo contenente esplosivi C-4, Ed intende effettuare un attacco kamikaze al centro civico durante il discorso di Susan Day, uccidendo lei e tutti quelli all'interno della struttura. Lois e Ralph sono risentiti per essere stati manipolati da forze esterne, ma decidono che devono impedire l'attacco. Gli alleati di Ed Deepneau hanno dato fuoco al rifugio dove Helen è rimasta da quando ha lasciato il marito. Ralph e Lois salvano i residenti e quindi cercano Atropo nel suo nascondiglio, lugubre e misterioso insieme, ma Ralph supera l'essere malvagio, estorcendo da Atropo la promessa che non interferirà con lui e Lois, sapendo che i dottori calvi sono vincolati alle loro promesse. Una volta rilasciato, Atropo tormenta Ralph con una visione dell'impatto di un'auto nel prossimo futuro che toglierà la vita alla giovane figlia di Helen, Natalie Deepneau. La sua morte sarà una rappresaglia per Atropo per non essere in grado di interferire con Ralph. Egli dice ai benigni dottori calvi che non fermerà Ed Deepneau a meno che non gli permettano di salvare Natalie Deepneau in seguito, offrendo la propria vita per lei. Un'entità di livello superiore si manifesta brevemente provocando soggezione in Cloto e nei Lachesi, poiché dichiara che i termini di Ralph sono accettabili.
Lui e Lois scoprono che "quasi tutta la realtà si è fermata a guardare lo svolgersi degli eventi", poiché il successo o il fallimento dell'attacco di Ed potrebbero influenzare tutta la realtà. Il vero obiettivo del Re non è l'oratrice Susan Day, come avevano immaginato, ma un ragazzo del rifugio locale che sarà tra il pubblico: Patrick Danville, un giovane artista che un giorno avrebbe svolto un ruolo fondamentale nella conservazione della Torre Nera (e quindi del multiverso) aiutando nella sconfitta del Re Rosso. Il malvagio Re ha cercato ripetutamente di porre fine alla vita di un "messia" (il ragazzino), ma ora a Derry, luogo di convergenza, questo è possibile. Ed Deepneau decolla con il suo aereo e Ralph lo combatte a bordo, ma il Re si manifesta per impedirgli di interrompere la missione di Ed. Ralph riesce a far schiantare l'aereo a una certa distanza dal centro, sopravvivendo spostandosi su un piano di realtà più alto prima dell'impatto. Tuttavia lo schianto del velivolo sul centro civico di Derry causa la morte di molte persone, tra cui anche quella di Susan Day per decapitazione; ma fortunatamente Patrick Danville riesce miracolosamente a sopravvivere alla tragedia. Tornando al proprio posto e alla realtà, Ralph e Lois si innamorano e si sposano, dimenticando gradualmente le loro avventure con i piccoli dottori calvi.
In un epilogo che si svolge alcuni anni dopo, Ralph ricomincia a soffrire di nuovo di insonnia. Vede ancora una volta le aure e alla fine ricorda la sua avventura e la promessa di scambiare la sua vita con quella di Natalie Deepneau. Arriva in tempo per vedere apparire l'auto della sua visione e virare verso Natalie. Ralph spinge la ragazza in salvo, perdendo la vita nel processo. Muore pacificamente con Lois al suo fianco mentre Cloto e Lachesi vegliano su di lui.

## Citazioni e riferimenti
- Il romanzo è citato nel numero 119 di Dylan Dog, L'occhio del gatto.

### Riferimenti ad altre opere dello stesso autore
- Il romanzo è ambientato a Derry; stessa ambientazione di It e del racconto Finestra segreta, giardino segreto della raccolta di Quattro dopo mezzanotte.
- Mike Hanlon, personaggio di It, dirige la biblioteca di Derry.
- Ralph Roberts e Joe Wizer compaiono anche in Mucchio d'ossa.
- Quando Ralph e Lois si trovano nel rifugio di Atropo, trovano "La scarpa di un bambino di nome Gage Creed, travolto da un'autocisterna lanciata sulla Route 15 a Ludlow". Si tratta di un riferimento a un altro romanzo di King, Pet Sematary.
- Quando Ed Deepneau litiga con un camionista all'inizio del libro cita Ray Joubert, assassino e necrofilo citato anche nel libro Il gioco di Gerald.
- Durante una conversazione tra Cloto, Ralph e Lois, Cloto manda ai due l'immagine di una torre circondata da un campo di rose, La Torre Nera.
- Il cognome Deepneau, usato da King per un personaggio, ricompare nella serie della Torre Nera al personaggio Aaron Deepneau.
- Cloto, Lachesi e Atropo sono i nomi delle tre Parche, altrimenti dette Moire.
- Il libro contiene numerose citazioni tratte da Il Signore degli Anelli.
- Alla fine del romanzo, il bambino pittore prodigio disegna e cita Roland Deschain protagonista della serie La Torre Nera.
- Patrick, il bambino prodigio, avrà un ruolo determinante nel settimo libro della Serie La Torre Nera, dove la sua abilità pittorica sarà di grande aiuto al pistolero Roland di Gilead.
- Il quadro chiamato "L'ospite invisibile" appartenuto alla madre di Ralph Roberts è presente anche nella casa di Margareth e Carrie White in Carrie.
- Durante una conversazione tra Ralph, Helen e Gretchen viene menzionato un fatto risalente a dieci anni prima descritto nel libro It dove tre giovani avevano scaraventato giù da un ponte un ragazzo omosessuale di nome Adrian Mellon nel Kenduskeag dopo averlo maltrattato e accoltellato.
- L'attivista Susan Day è presente anche nel libro Rose Madder.

## Edizioni
- Stephen King, Insomnia, traduzione di Tullio Dobner, Sperling & Kupfer, 1995,  p. 744, ISBN 88-200-1941-8.